# NHL Foundation Player Award
Der NHL Foundation Player Award war eine Eishockey-Auszeichnung der National Hockey League. Sie wurde von 1998 bis 2017 in Zusammenarbeit mit der NHL Foundation jährlich an den Spieler verliehen, der sich besonders für wohltätige Zwecke in der Gesellschaft engagiert hat. Nach der Saison 2016/17 wurde die Vergabe eingestellt und das soziale Engagement fortan ausschließlich mit der King Clancy Memorial Trophy geehrt.

## NHL Foundation Player Award Gewinner
| Jahr | Spieler                            | Team                                  |
| ---- | ---------------------------------- | ------------------------------------- |
| 2017 | Travis Hamonic                     | New York Islanders                    |
| 2016 | Mark Giordano                      | Calgary Flames                        |
| 2015 | Brent Burns                        | San Jose Sharks                       |
| 2014 | Patrice Bergeron                   | Boston Bruins                         |
| 2013 | Henrik Zetterberg                  | Detroit Red Wings                     |
| 2012 | Mike Fisher                        | Nashville Predators                   |
| 2011 | Dustin Brown                       | Los Angeles Kings                     |
| 2010 | Ryan Miller                        | Buffalo Sabres                        |
| 2009 | Rick Nash                          | Columbus Blue Jackets                 |
| 2008 | Vincent Lecavalier Trevor Linden   | Tampa Bay Lightning Vancouver Canucks |
| 2007 | Joe Sakic                          | Colorado Avalanche                    |
| 2006 | Marty Turco                        | Dallas Stars                          |
| 2005 | keine Verleihung wegen des Lockout | keine Verleihung wegen des Lockout    |
| 2004 | Jarome Iginla                      | Calgary Flames                        |
| 2003 | Darren McCarty                     | Detroit Red Wings                     |
| 2002 | Ron Francis                        | Carolina Hurricanes                   |
| 2001 | Olaf Kölzig                        | Washington Capitals                   |
| 2000 | Adam Graves                        | New York Rangers                      |
| 1999 | Rob Ray                            | Buffalo Sabres                        |
| 1998 | Kelly Chase                        | St. Louis Blues                       |